# Concile de Charroux
Le concile de Charroux se tint le 1er juin 989 dans ce village de la Vienne, au sud-est de Poitiers, où étaient conservées des reliques de la vraie Croix. Réuni sous le patronage du duc d’Aquitaine et comte de Poitiers Guillaume IV, sous l'autorité de l'archevêque de Bordeaux Gombaud et en présence des évêques Gislebert de Poitiers, Frotaire (Frotier) de Périgueux, Abbon de Saintes, Hugues Ier de Jarnac d'Angoulême et Hildegaire de Limoges, il instaura pour la première fois la paix de Dieu : ses canons jetaient l'anathème sur « les violateurs d'églises », « contre les voleurs des biens des pauvres » et « ceux qui brutalisent les clercs ».

## Contexte et déroulement
Il s'agissait de mettre fin aux guerres privées entre seigneurs, affrontements que le duc Guillaume Fier-à-Bras, affaibli, n'était pas en mesure d'empêcher seul, ou plutôt d'en modérer l'étendue et les effets. On a dit que les évêques et archevêques présents au concile, tenaient leur siège du duc et qu'ils craignaient une déstabilisation trop brutale de leur position et de l'ordre social après la mort du chorévêque de Limoges. 
Le concile n'institua évidemment pas la paix, mais il signifia aux féodaux qu'ils n'avaient plus l'exclusivité de l'initiative et de l'action pour faire la guerre et offrit un cadre fixant pour la première fois les règles et les limites de la guerre. Il montra que l'autorité de l'Église pouvait suppléer l'autorité royale ou princière lorsque celle-ci se révélait défaillante.

Au concile de Charroux, la protection des églises, leur immunité, est réaffirmée : « anathème à qui viole les églises : si quelqu'un viole une église sainte ou s'il veut en retirer quelque chose par la force, qu'il soit anathème - à moins de faire réparation ».
Deux des anathèmes de Charroux sont consacrés à la protection des pauvres.

- « Anathème à qui frappe les clercs : si quelqu'un attaque, capture ou frappe un prêtre, un diacre ou un autre membre du clergé qui ne porte pas d'armes, alors il est sacrilège - sauf si le clerc a été jugé par son propre évêque après s'être rendu coupable d'un délit »[4].

Ce qui est nouveau est que cette immunité est étendue aux personnes civiles et à leurs biens qui doivent être tenus hors de la guerre:
- « Anathème à qui prend les biens des pauvres : si quelqu'un s'empare des moutons, bœufs, ânes, vaches, chèvres, boucs ou porcs de cultivateurs et d'autres pauvres, qu'il soit anathème - sauf si c'est à cause d'une faute du pauvre lui-même, et seulement s'il n'a rien fait pour s'amender »[4].

## Deuxième concile de Charroux
Un deuxième concile fut convoqué à Charroux en 1028 à l'initiative de Guillaume VI d'Aquitaine pour étudier le moyen de combattre le manichéisme ; les actes de ce concile ne sont pas conservés.